# Morpho cortone
Morpho cortone är en fjärilsart som beskrevs av Hans Fruhstorfer 1913. Morpho cortone ingår i släktet Morpho och familjen praktfjärilar. Inga underarter finns listade i Catalogue of Life.